# Parangitia nephelistis
Parangitia nephelistis är en fjärilsart som beskrevs av George Francis Hampson 1910. Parangitia nephelistis ingår i släktet Parangitia och familjen nattflyn. Inga underarter finns listade i Catalogue of Life.